# Munmurra River
Der Munmurra River ist ein Fluss im Osten des australischen Bundesstaates New South Wales.
Er entspringt bei Breeza Lookout im Coolah-Tops-Nationalpark. Von dort fließt er nach Süden und mündet bei Comiala Flat in den Goulburn River.

## Nebenflüsse mit Mündungshöhen
Der Munmurra River hat folgende Nebenflüsse:
- Cattle Creek (Eastern Brook) – 431 m
- Cooba Bulga Stream – 414 m
- Peters Creek – 403 m
- Borambil Creek – 337 m